# Kuri
Kuri ali Kurši (latvijsko Kurši, litovsko Kuršiai, nemško Kuren, staronordijsko Kúrir, starovzhodnoslovansko кърсь) so bili baltsko pleme, od 5. do 16. stoletja naseljeno na obali Baltika na zahodu sedanje Latvije in Litve. V 16. stoletju se je zlilo z drugimi baltskimi plemeni. Svoje ime je dalo pokrajini Kurlandiji (Kurzeme) in govorilo kurski jezik. Kurske dežele je leta 1266 osvojil Livonski red. Kuri so se sčasoma združili z drugimi baltskimi plemeni in prispevali k etnogenezi Litovcev in Latvijcev.

## Izvor
Izvor Kurov je sporen. Nekateri znanstveniki jih umeščajo med vzhodna baltska ljudstva, drugi pa jih imajo za sorodnike Prusov, ki so spadali v zahodno baltsko skupino.

## Zgodovina
Kuri  so bili znani kot neustrašni bojevniki, odlični mornarji in pirati. Bili so vpleteni v več vojn in zavezništev s švedskimi, danskimi in islandskimi Vikingi.  V tem obdobju so bili najbolj dejavni in najbogatejši od vseh Baltov. 
Po sagi Norna-Gests þáttr (Zgodba o Norna-Gestu), napisani okoli leta 1157, se je legendarni kralj Danske in Švedske Sigurd Ring okoli leta 750 boril proti vdorom Kurov in Kvenov  (Kvænir) na jug današnje Švedske:
"Sigurd Ringa (Sigurðr) ni bilo tam, ker je moral braniti svojo deželo Švedsko (Svíþjóð), odkar do tja vdirali Kuri  (Kúrir) in Kveni (Kvænir)." 
Kuri so omenjeni med udeleženci Bravallske bitke okoli leta 770.
V vendelskem obdobju je bil glavno središče Kurov Grobin (ali Grobiņa). Po nekaterih mnenjih so Kuri  sodelovali v napadu na glavno švedsko mesto Sigtuna leta 1187 in ustanovili začasna naselja v bližini Rige in v čezmorskih pokrajinah, vključno z vzhodno Švedsko ter otokoma Gotland  in Bornholm.
Hamburško-bremenski nadškof Rimbert je v svoji Vita Ansgarii opisal zgodnje spopade med Kuri in Vikingi. Leta 854 so se Kuri uprli, ker niso hoteli plačevati davkov Švedski. Njihovo uporniško trdnjavo Apuolė so najprej napadli Danci v upanju, da se bo mesto uklonilo in plačevalo davek Danski. Domačini so zmagali in dobili veliko vojnega plena. Ko so Švedi izvedeli za poraz Dancev, je njihov kralj Olaf organiziral veliko odpravo na Kuronske otoke. Osvojil in požgal je Grobino in nato oblegal Apuolė. Po Rimbertu se je 15.000 domačinov branilo osem dni in se nato vdalo. Kuri so morali za vsakega moža v trdnjavi plačati odkupnino v srebru, obljubili zvestobo Švedski in dali 30 talcev, da bi zagotovili prihodnja plačila.
Med  najpomembnejše pisne vire o Kurih spadajo Rimbertova Vita Ansgarii, Henrikova Livländische Reimchronik (Livonska kronika),  Egils Saga in Saxo Grammaticusova Gesta Danorum (Dejanja Dancev). V Gesta Hammaburgensis Ecclesiae Pontificum (Dejanja škofov hamburške cerkve), ki jih je napisal Adam Bremenski okoli leta 1075, so Kuri opisani kot svetovno znani poganski vedeževalci:
"...tam je zlata v izobilju, konji so najboljši. Vse hiše so polne poganskih prerokov, vedeževalcev in nekromantov, ki so celo oblečeni v samostansko obleko. Tam iščejo odgovore ljudje z vseh koncev sveta, zlasti Španci in Grki."
Kuri so običajno organizirali pohode skupaj z Estonci  (Oeselci). Med livonsko križarsko vojno so sklenili zavezništvo s Semigalci in leta 1228  skupaj z njimi napadli Rigo. Po livonski Rhymedovi kroniki so Kuri in  Žežiti veljali za "slabe sosede".
Sredi 13. stoletja so bili v kurski vojski tudi lahko oboroženi vojaki, oboroženi s sulicami, ščiti, bojnimi noži in sekirami, združeni  v pehotni vod. Lokostrelci so predstavljali ločen segment vojske. Težko oborožen vojak je imel meč, čelado, ščit in široko sekiro. Kuri so imeli tudi težko oborožene oddelke konjenice. 
Kakšna plovila so uporabljali, še vedno ni znano. Domneva se, da so bila podobna drakarju.

### Livonske križarske vojne
V pozni železni dobi so se Kuri začeli seliti iz južne Kurlandije v severno, asimilirali tamkajšnje finsko ljudstvo in oblikovali novo etnično skupino, tako imenovane kuronizirane Livonce.
Kuri so se dolgo močno upirali pohodom Livonskega križarskega reda in se niso zlahka  pokristjanili, kot na primer Latgalijani. Kuri so omenjeni v več virih, ki opisujejo severne križarske vojne v 13. stoletju.
Leta 1210 je nemška križarska flota z osmimi ladjami napadla Kure na Baltskem morju blizu obale Gotlanda in bila poražena. Nemški viri trdijo, da je bilo v bitki ubitih 30 križarjev.
Julija istega leta so Kuri napadli Rigo, glavno utrdbo križarjev v Livoniji. V ustje Daugave je priplulo veliko kursko ladjevje, vendar Kurom tudi po več dnevih napadov ni uspelo prebiti mestnega obzidja. Prešli so na drugi breg Daugave, tri dni sežigali svoje mrtve in  žalovali, potem pa obleganje opustili in se vrnili v Kurlandijo.
Leta 1228 so skupaj s Semigalci ponovno napadli Rigo. Mesta jim ponovno ni uspelo osvojiti, opustošili pa so samostan v Daugavgrivi in pobili vse menihe.
Leta 1230 so Kuri v severnem delu Kurlandije pod svojim vladarjem (rexom) Lammekinom  podpisali mirovni sporazum  z Nemci. Njihova dežela je postala znana kot Vredecuronia ali Mirna Kurlandija. Južni Kuroni so se še naprej upirali osvajalcem.
Kuri takrat še niso odložili orožja. Trdili so, da je država gospodarsko šibka in trpi kakoto in menihom niso dovolili vstopiti v državo. Kasneje je Tevtonski red poskušal uporabiti kursko konjenico v pruski križarski vojni, vendar so bili Kuroni do tega prisilnega sodelovanja zadržani in so se večkrat uprli.
Leta 1260 so Kuri sodelovali v bitiki na Durbi, eni od največjih bitk v Livoniji v 13. stoletju. Prisiljeni so bili boriti se na križarski strani. Ko se je bitka začela, so zapustili viteze, ker se ti niso strinjali, da bi osvobodili Kure, ujete v samogitskem taboru. Peter von Dusburg je trdil, da so Kuri celo napadli viteze od zadaj. Viteze so kmalu za Kuri zapustili tudi Estonci in drugi domačini, kar je omogočilo zmago Samogitov  nad Livonskim redom. Njihova zmaga je za Livonski red pomenila hud poraz in kmalu zatem so v kuronskih in pruskih deželah izbruhnile vstaje proti križarjem.
Odpor Kurov  je bil dokončno zlomljen leta 1266, ko je bila celotna Kurlandija razdeljena med Livonski red in riškega nadškofa.

### Kasnejša zgodovina
Južni Kuri iz pokrajin Megowa, Pilsaten in Ceclis so se postopoma asimilirali in do 16. stoletja prenehali biti ločen etnos. 
Potomci kurskega plemstva na latvijski strani so bili med livonsko vojno degradirani na raven kmetov, a so se je kljub temu borili proti Rusom. Kronika Johanna Rennerja o tem poroča:
"Rusi so se krepko zavarovali in vrgli s konja kurskega kmeta, zastavonošo, ki so ga kljub temu, da je bil samo kmet, imenovali kuronski kralj."
— Johann Renner, Lievländische Historien, 1556–1561, C. 124v
Kurski jezik je izumrl proti koncu 16. stoletja. Johann Renner o tem piše: 
"Za Kuronijo poročajo, da ima svoj jezik, drugačen od latvijskega in estonskega. Jezik je iztrebljen in prepovedan, da ga nima nihče pravice govoriti.  Namesto njega mora govoriti latvijsko."
— Johann Renner, Lievländische Historien, 1556–1561, 207v

## Geografija
Bremenski škof Rimbert (živel pred letom 888) je v svojem delu Vita Ansgarii (Življenje sv. Assangarja) opisal ozemlje Kurov (imenuje jih Cori) in naštel imena upravnih okrajev ali pokrajin (civitates):
- Vredecuronia ali Vanemane je bila pokrajina na severovzhodu Kurlandije, sedanji okraj Talsi.
- Wynda ali Ventava je bia pokrajina okoli izliva reke Venta, sedanji okraj Ventspils.
- Bandowe (Bandava) je bila južno od Vindave, zdaj okraj Kuldīga.
- Bihavelanc ali Piemare, tudi južno od Bandave, zdaj v okraju Liepāja.
- Powsare (Dovsare) ali Duvzare je bila pokrajina še bolj južno, zdaj v okraju Liepāja.
- Megowa ali Megava, v kronikah omenjena tudi kot Negouwe, je bila v okolici sedanje Palange, Kretinga in Šventoja.
- Pilsaten (litovsko Pilsotas) je bila najmanjša pokrajin s površino okoli 200 km² v zahodnem delu sedanjega okraja Klaipėda in severozahodnem  delu okraja Šilutė.
- Ceclis (litovsko Ceklis) je bila največja pokrajina s površino 1500 km² zahodno od reke Vente v Samogitiji do litovsko-latvijske meje.